# جورجيوس كولوكوادياس
جورجيوس كولوكوادياس (باليونانية: Γιώργος Κολοκούδιας)‏ (3 مايو 1989 في قبرص - ) هو لاعب كرة قدم قبرصي في مركز الهجوم. شارك مع منتخب قبرص تحت 19 سنة لكرة القدم ومنتخب قبرص تحت 21 سنة لكرة القدم ومنتخب قبرص لكرة القدم. أما مع النوادي، فقد لعب مع أبولون ليماسول وأولمبياكوس نيقوسيا ونادي بانسيريكوس وAnagennisi Deryneia FC ‏ وAyia Napa FC ‏ وDigenis Akritas Morphou FC ‏ وإينوسيس نيون باراليمني ‏.

## روابط خارجية
- جورجيوس كولوكوادياس على موقع قاعدة بيانات كرة القدم.إي يو (الإنجليزية)
- جورجيوس كولوكوادياس على موقع ناشيونال فوتبول تيمز (الإنجليزية)
- جورجيوس كولوكوادياس على موقع Soccerway.com (الإنجليزية)